# Osman Hamdi Bey

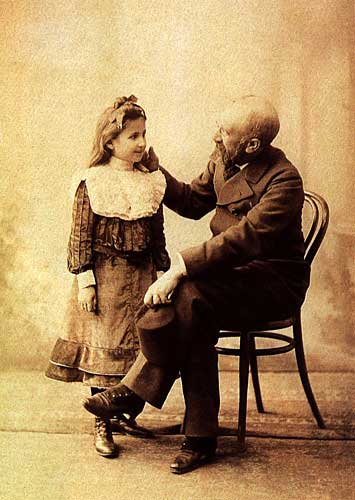
Osman Hamdi Bey amb la seva filla Nazlı Hamdi (1893-1956).

Osman Hamdi Bey (Istanbul, 30 de desembre de 1842 - 24 de febrer de 1910) fou un pintor otomà i fundador del Museu Arqueològic d'Istanbul i de l'Acadèmia de Belles Arts (avui Mimar Sinan Üniversitesi). També fou alcalde de Kadıköy en temps otomans. Osman Hamdi Bey estudià dret a Istanbul, i a París, on esdevingué pintor. Recentment s'ha descobert que va tenir dues filles, Fatma i Melek, d'una relació amb Agarite Charlotte Gay, a París, les quals viatjaren a Istanbul amb ell. (Després, quan Osman Hamdi és designat per un càrrec a Bagdad, ella tornà a França amb Melek, on la nena morí a 15 anys.) Osman Hamdi es casà amb una altra francesa, Marie, més coneguda pel seu nom turc, Naile Hanım.
Osman Hamdi Bey fou fill del Sadrazam İbrahim Edhem Paixà, i germà d'İsmail Galip Bey i de Halil Ethem Eldem, polític i investigador turc, que va ser Director del Museu d'Arqueologia d'Istanbul després del seu germà gran. La seva köşk (casa d'estiu) davant del golf d'Izmit, al poblet d'Eskihisar, Gebze, és avui Museu de Osman Hamdi Bey.

## Pintures

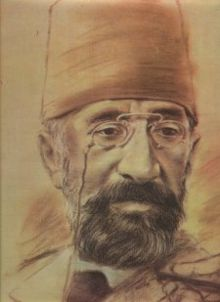
Autoretrat
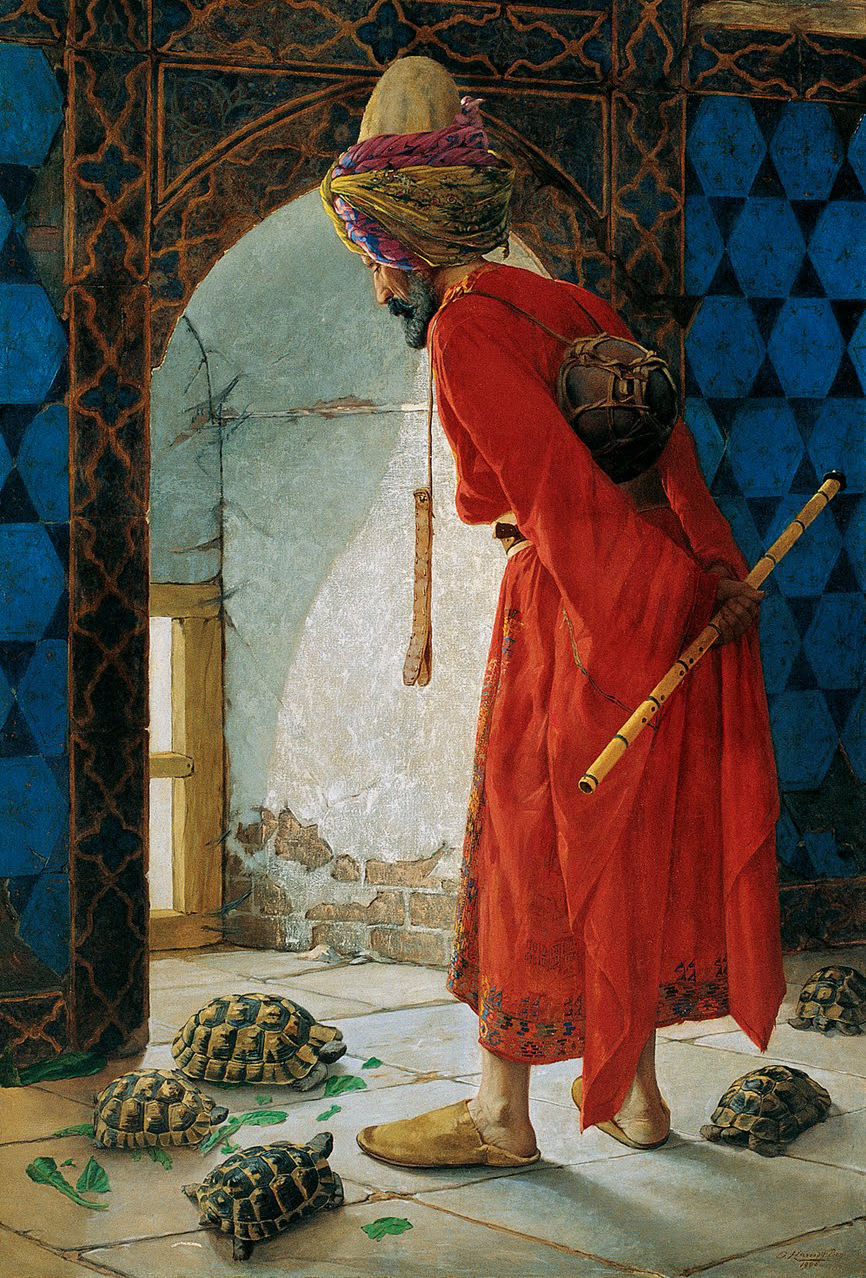
Domador de Tortugues
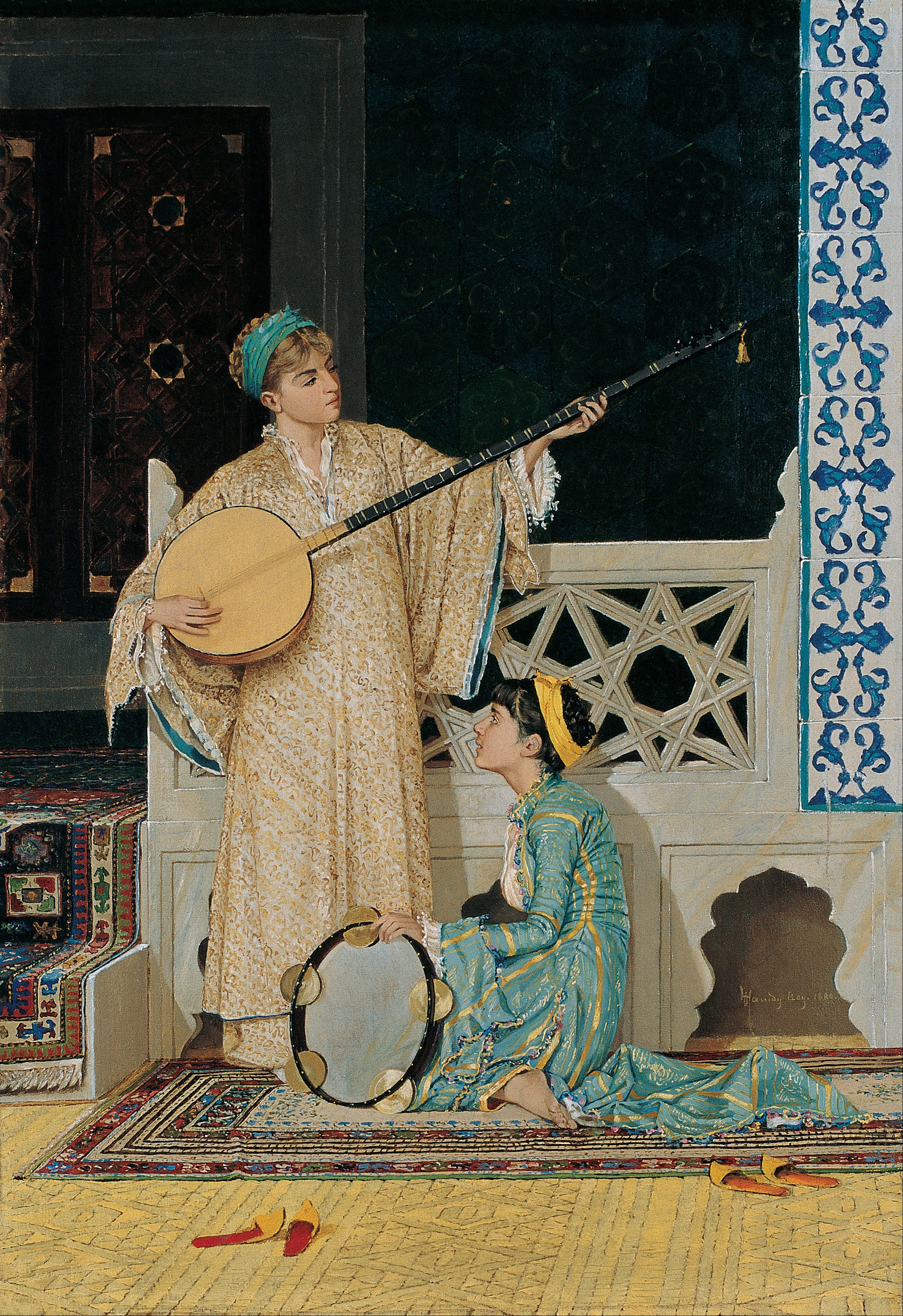
Dues Noies Músics
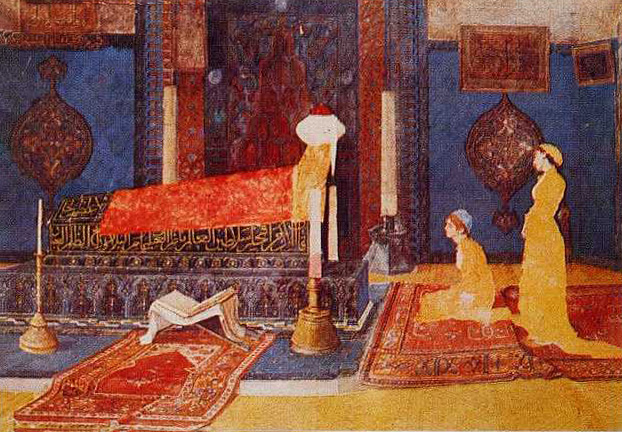
Dues Noies Visiten una Tumba (Türbe)